# Великоомелянська сільська територіальна громада
Великоомелянська сільська територіальна громада — територіальна громада України, в Рівненському районі Рівненської області. Адміністративний центр — село Велика Омеляна.
Площа громади — 103,65 км², населення — 5108 мешканців (2019). 
Утворена 22 грудня 2019 року шляхом об'єднання Великоомелянської та Грушвицької сільських рад Рівненського району.

## Населені пункти
До складу громади входять 6 сіл: Велика Омеляна, Вересневе, Грушвиця Перша, Грушвиця Друга, Дібрівка та Мартинівка.